# Changan Ford
Chang'an Ford (长安福特) è una società automobilistica con sede a Chongqing, Cina.
È una joint venture 50/50 tra Chang'an Motors e Ford Motor Company. L'attività principale dell'azienda è la produzione di autovetture a marchio Ford per il mercato cinese.
La società è stata costituita nel dicembre 2012 dopo la decisione di ristrutturare Changan Ford Mazda, poiché Ford e Mazda hanno deciso di fare due joint venture separate.

## Prodotti

### Attuali
- Ford Escort
- Ford Explorer
- Ford Escape
- Ford Focus
- Ford Mondeo
- Ford Taurus
- Ford Edge
- Ford Evos
- Ford Mustang Mach-E
- Lincoln Corsair
- Lincoln Aviator
- Lincoln Nautilus
- Lincoln Zephyr

### Fuori produzione
- Ford Fiesta
- Ford S-Max
- Ford EcoSport
- Ford Kuga (attualmente venduta come Ford Escape)